# Ched Myers
Ched Myers är en amerikansk ekoteolog som specialiserat sig i bibliska studier och politisk teologi. Han är en av de mest kända samtida företrädarna för kristen anarkoprimitivism. Hans två centrala skrifter "Anarchoprimitivism and the Bible" och "The Fall" tolkar syndafallsberättelsen som en myt om hur människan lämnade jägar-samlar-livsstilen och började bygga civilisation. Även andra sekulära och icke-kristna anarkoprimitivister, såsom Daniel Quinn, har gjort samma tolkning av myten.